# سیوداد دل کارمن
سیوداد دل کارمن (به اسپانیایی: Ciudad del Carmen) از شهرهای کشور مکزیک است که در ایالت کامپچه قرار دارد و جمعیت آن طبق سرشماری سال ۲۰۱۰ میلادی ۱۶۹٬۴۶۶ نفر بوده است.

## نگارخانه